# شعب شامورو
شعب الشامورّو (/ tʃɑˈmɔroʊ /) هم السكان الأصليون لجزر ماريانا؛ المقسمة سياسيًا بين إقليم غوام التابع لولايات المتحدة وجمهورية جزر ماريانا الشمالية في ميكرونيزيا. اليوم، توجد أعداد كبيرة من شعب الشامورو يعيشون في العديد من الولايات الأمريكية بما في ذلك هاواي، كاليفورنيا، واشنطن، تكساس، تينيسي، أوريغون، ونيفادا. ووفقاً لأحصاء عام 2000، يعيش حوالي 65000 شخص من أصل شاموروي في غوام ويعيش 19000 آخرين في شمال ماريانا. و93000 يعيشون خارج ماريانا في هاواي والساحل الغربي للولايات المتحدة. التشامورويون هم من أصل الأسترونيزي، ولكن العديد منهم لديهم أيضًا أصول أوروبية (أسبانية) وشرق آسيوية.